# Эшколь, Мириам
Мириам Эшколь ( מרים אשכול; урождённая Зеликович; 12 июня 1929 года – 26 ноября 2016 года) — жена премьер-министра Израиля Леви Эшколя. В годы  пребывания её мужа на посту  премьер-министра (1964-1969) за ней пристально следили общественность и пресса. Она возглавляла многочисленные общественные организации. После смерти Леви Эшколя она основала и возглавила Фонд Леви Эшколя, а также занимала пост его председателя с 1970 по 2008 год.

## Биография
Мириам Эшколь (урождённая Зеликович) родилась в Бакэу, Румыния. Она иммигрировала со своими родителями в британскую Палестину в 1930 году. Она выросла в Рамат-Гане, а затем в Тель-Авиве. В 1947 году она присоединилась к Пальмаху и сопровождала бригады на пути к осажденному Иерусалиму. Она продолжила службу в Силах обороны Израиля и была демобилизована в звании сержанта .
Она училась в Еврейском университете в Иерусалиме, получив степень бакалавра английской литературы и общей истории и магистра истории со специализацией в средневековой истории и крестовых походах. Работала научным сотрудником. В 1956 году она начала работать в библиотеке Кнессета. Во время учёбы в Иерусалиме она снимала комнату во дворе официальной резиденции министра финансов Израиля Леви Эшколя и его жены Элишевы Каплан.
В марте 1964 года она вышла замуж за премьер-министра Леви Эшколя, церемонию проводил главный раввин Иерусалима.

## Первая леди
После свадьбы Эшколь продолжала работать библиотекарем в Кнессете, но сопровождала мужа в его международных поездках. Она возглавляла общественный комитет по созданию Бейт-ха-Лохема, центра для инвалидов-ветеранов войны, и была президентом-основателем Лиги еврейско-арабской дружбы. 
После кончины Леви Эшколя в феврале 1969 года она возглавила усилия по созданию архива и собрания его личных документов. В 1970 году она руководила созданием «Фонда Леви Эшколя», занимая должность председателя до 2008 года, а затем - почетного президента. 

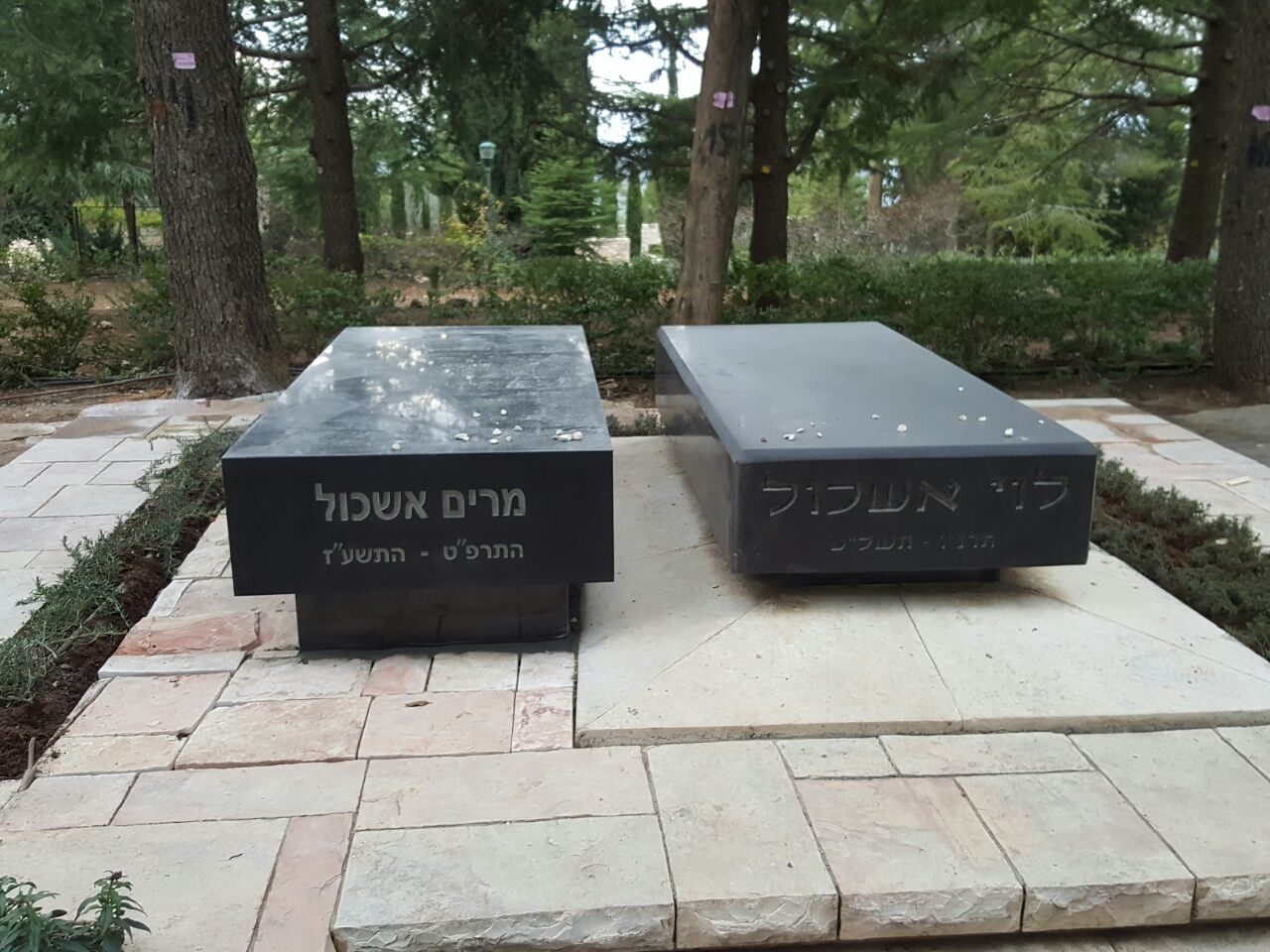
Могила Леви Эшколя и его жены Мириам на горе Герцль, Иерусалим, Израиль

Эшколь была президентом Израильского союза женщин с высшим образованием и президентом Ассоциации научного развития и продвижения медицинских исследований. Она также была членом совета директоров Музея Израиля. 
Она умерла 26 ноября 2016 года в Иерусалиме в возрасте 87 лет.

## Примечание
1. ↑  http://fr.timesofisrael.com/miriam-eshkol-lepouse-du-3e-premier-ministre-disrael-meurt-a-87-ans/
2. ↑  Aderet, Ofer (28 ноября 2016). Miriam Eshkol, Wife of Former Israeli Prime Minister Levi Eshkol, Dies at 89. Haaretz (англ.). Архивировано 1 февраля 2018. Дата обращения: 31 января 2018.
3. ↑  Archived copy. Дата обращения: 26 ноября 2016. Архивировано из оригинала 27 ноября 2016 года.